# Đua thuyền truyền thống tại Đại hội Thể thao Đông Nam Á 2007

Giải đua thuyền truyền thống tại Đại hội Thể thao Đông Nam Á 2007 diễn ra từ ngày 11 đến ngày 14 tháng 12 năm 2007 với 4 nội dung thi đấu.

## Xếp hạng theo quốc gia
| Hạng | Đoàn        | Vàng | Bạc | Đồng | Tổng |
| ---- | ----------- | ---- | --- | ---- | ---- |
| 1    | Myanmar     | 3    | 0   | 0    | 3    |
| 2    | Indonesia   | 1    | 0   | 2    | 3    |
| 3    | Philippines | 0    | 3   | 1    | 4    |
| 4    | Thái Lan    | 0    | 1   | 1    | 2    |
| Tổng | Tổng        | 4    | 4   | 4    | 12   |

## Bảng huy chương
| Nội dung               | Vàng | Bạc | Đồng |          |
| ---------------------- | --- | --- | --- | -------- |
| 10 tay chèo 500 m nam  | Myanmar Aung Lin Htoo Htoo Kyaw Lin Tun Law Kail Saw Kan Shwe Aung Ko Ye Aung Soe Min Min Zaw Shwe Than Naing Myo Mint Aung Saw Ahal Balu Tun Tun Iin                                                               | Philippines Sabijon Ruperto Hakim Suhod Isidro Jr Rolando Sardena Ricky Sumagaysay Alex Ijalo Jose Ocquiana Joemar Dayumat Junrey Maya Manuel Manalo Diomedes Llano Ramie Nacional Ric                                       | Thái Lan Pinthong Amnat Phrangsuwan Oracha Hontaku Suvitcha Suwanwichai Somjet Tumma Khwanpracha Nasok Thunyaboon Nualthaisong Jirayut Pimharn Samart Pudchakieo Montean Seechumchuen Vinya Chanpram Paiboon Mingwongyang Santas   | chi tiết |
| 10 tay chèo 1000 m nam | Myanmar Aung Lin Htoo Htoo Kyaw Lin Tun Saw Law Kail Kan Shwe Aung Ko Ye Aung Soe Min Min Zaw Shwe Than Naing Myo Mint Aung Saw Ahal Balu Tun Tun Iin                                                               | Philippines Sabijon Ruperto Anterola Usman Isidro Jr Rolando Sardena Ricky Sumagaysay Salvador Ijalo Jose Ocquiana Joemar Dayumat Junrey Maya Manuel Manalo Diomedes Hakim Suhod Nacional Ric                                | Indonesia Supriadi Ahmad Jamaris Riki Subaga Budi Rusdiana Didin Herdoni Herdoni Kurniawan Dian Travolta John Asnaing Asnaing Amat Amat Azis Abdul Sarimole Steven Suryadi Agus                                                    | chi tiết |
| 10 tay chèo 500 m nữ   | Myanmar Zarni Win May Thin Thin Aung Nan Khin Mwe Naw Ahker Moe Nyin Wai Lwin Nyo Nyo Win Myint Myint Moe Moe Aye Saw Myat Thu Soe Thida Myat Su Mon Than Than Swe Cho The                                          | Philippines Orola Alejandra Alba Marietta Anuddin Amina Agustin Jinky Bechayda Mary Neth Padrones Ma Ailene Nero Joy Ann Poralan Ruditha Deriada Stephennie Realizan Ma Theresa Ablig Ivory Kasim Sanita Banlat Leonita      | Indonesia Jenny Selvis Yom Jenny Ferida Feridaa Multi Multi Minawati Minah Marwati Anti Christina Kafolakari Christi Hartawan Hartawan Tika Indiyani Tika Gantiani Seni Kabey Agustina Dwi Jayanti Astri Mintelda Ibo Mintelda Ibo | chi tiết |
| 10 tay chèo 1000 m nữ  | Indonesia Jenny Selvis Yom Jenny Ferida Feridaa Multi Multi Minawati Minah Marwati Anti Mintelda Ibo Mintelda Ibo Hartawan Hartawan Tika Indiyani Tika Gantiani Seni Kabey Agustina Dwi Jayanti Astri Masripah Imas | Thái Lan Junkhajorn Phamorn Sawasdee Nontiya Chanprem Thanyada Methanithis Punnada Donse Sasithorn Onjaroen Prangthip Sonit Pattama Phuchim Samruay Sukkaew Bussarin Chimbanrai Nutcharat Threetong Shayanee Kawsri Praewpan | Philippines Orola Alejandra Alba Marietta Anuddin Amina Manaban Maridel Agustin Jinky Padrones Ma Ailene Nero Joy Ann Poralan Ruditha Realizan Ma Theresa Ablig Ivory Kasim Sanita Banlat Leonita                                  | chi tiết |